# Осиновка (Энгельсский район)
Осиновка — село в Энгельсском муниципальном районе Саратовской области России Красноярского муниципального образования.

## География
Расположено в северной части Энгельсского района на границе с Марксовским районом. Расстояние до города Энгельса — 30 км, до железнодорожной станции Безымянная Приволжской железной дороги — 25 км.

## История
Рейнгардт (нем. Reinhardt), позднее Осиновка — немецкая колония Тонкошуровской волости Новоузенского уезда Самарской губернии вызывателей Ле Руа и Пикте. Основана 15 июля 1766 года 30 семействами — выходцами из Швеции, Саксонии и Пруссии. Была названа по фамилии первого старосты И. Х. Рейнгардта. По указу от 26 февраля 1768 г. о переименованиях немецких колоний получила название Осиновка.
В 1774 году колония была разорена киргиз-кайсаками.
После образования трудовой коммуны (автономной области) немцев Поволжья село Рейнгардт — административный центр Рейнгардтского сельского совета Тонкошуровского кантона. С 1922 г., после образования Красноярского кантона, и до ликвидации АССР НП в 1941 г., с. Рейнгардт относилось к Красноярскому кантону республики немцев Поволжья. По переписи населения 1926 г. село насчитывало 178 домохозяйств с населением — 853 чел. (402 мужчины, 451 женщина), в том числе немецкое население — 844 чел. (399 мужчин, 445 женщин), домохозяйств — 174. В 1926 г. в Рейнгардтский сельсовет входили: с. Рейнгардт, выс. Мечетка, х. Шефер, х. Базнер, х. Камер, х. Арнст.

## Известные выходцы
В 1915 году в Рейнгардте родился немецкий писатель и поэт Фридрих Больгер.